# Oscar Dunn

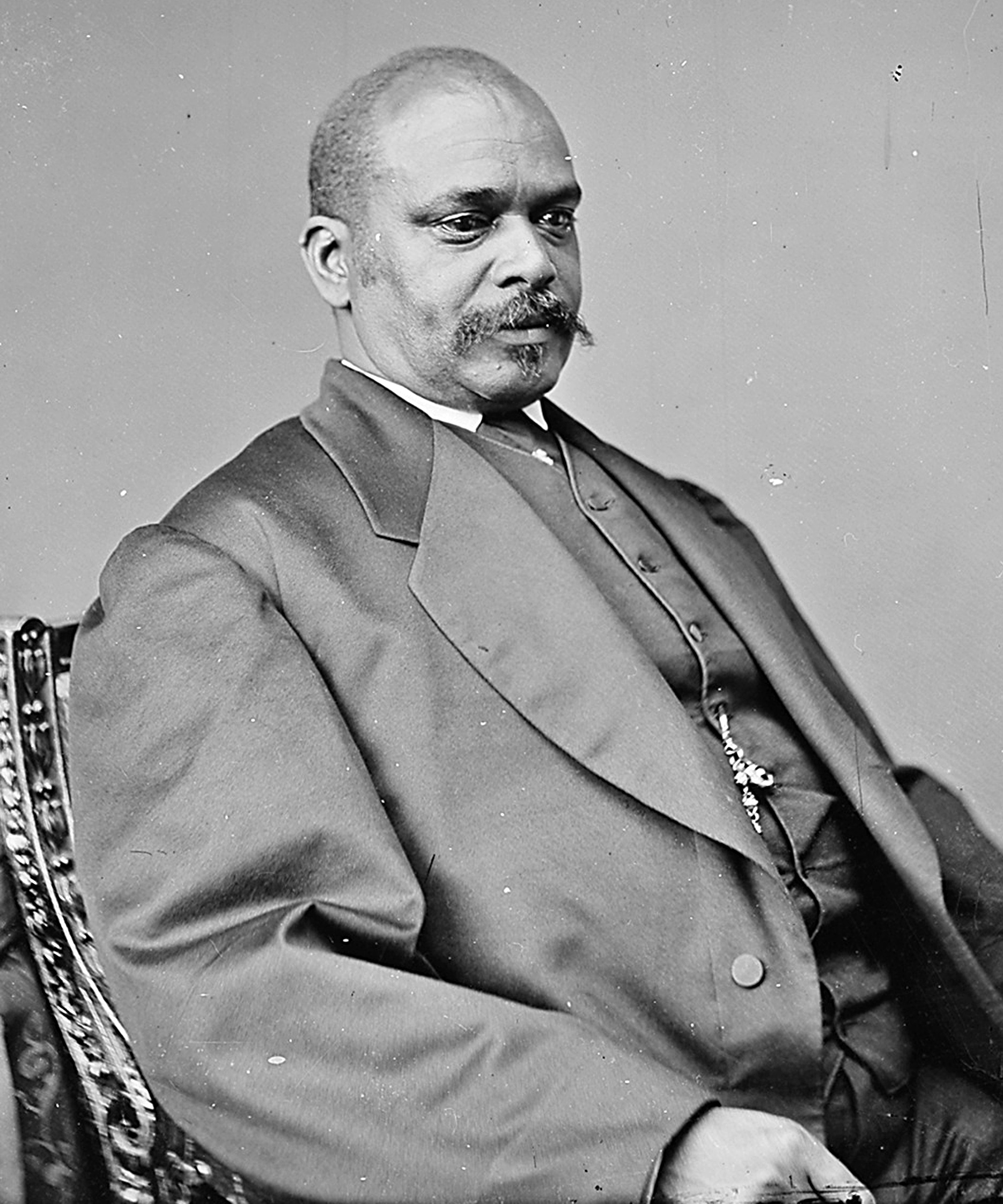
Oscar Dunn

Oscar James Dunn (* um 1820 in New Orleans, Louisiana; † 21. November 1871 ebenda) war ein US-amerikanischer Politiker. Zwischen 1868 und 1871 war er Vizegouverneur des Bundesstaates Louisiana.

## Werdegang
Oscar Dunn wurde zu Zeiten der Sklaverei in New Orleans geboren. Sein genaues Geburtsjahr ist nicht überliefert. Seine Eltern konnten sich und ihre Kinder um 1832 aus der Sklaverei freikaufen. Seine Mutter betrieb danach eine Herberge für weiße Schauspieler. Er selbst arbeitete als Gipser und Maler. Zwischenzeitlich war er auch als Musiklehrer tätig. Das Leben als freier Schwarzer in einer Südstaatenmetropole vor dem Bürgerkrieg war nicht leicht. In diesem Krieg schloss er sich den Louisiana Native Guards an, die als erste afroamerikanische Einheit im Heer der Union dienten. Dabei brachte er es bis zum Hauptmann. Politisch schloss er sich der  Republikanischen Partei an. Er saß im Stadtrat von New Orleans und im Senat von Louisiana. Dunn widersetzte sich der Politik von Präsident Andrew Johnson, der sich seiner Meinung nach zu sehr um die Interessen der früheren Herren in den Südstaaten kümmerte und die Interessen der befreiten Sklaven vernachlässigte.
1868 wurde Dunn als erster Afroamerikaner an der Seite von Henry C. Warmoth zum Vizegouverneur von Louisiana gewählt. Dieses Amt bekleidete er zwischen 1868 und seinem Tod am 21. November 1871. Dabei war er Stellvertreter des Gouverneurs und Vorsitzender des Staatssenats. Diese Zeit war von den innenpolitischen Unruhen im Zusammenhang mit den Korruptionsvorwürfen gegen Gouverneur Warmoth geprägt. Außerdem wurden die Rechte der Afroamerikaner, obwohl sie den Vizegouverneur stellten, stark eingeschränkt. Bis etwa um das Jahr 1900 blieb Louisiana innenpolitisch instabil. Dunn versuchte erfolglos, diesen Entwicklungen entgegenzuwirken. Er starb überraschend am 21. November 1871 in New Orleans. Da er sich wegen seiner politischen Haltung sehr viele Feinde geschaffen hatte, ging das Gerücht um, er sei vergiftet worden. Das ließ sich aber nie beweisen.